# Світанкове
Світанкове — село в Україні, у Прилуцькому районі Чернігівської області. Населення становить 311 осіб. Входить до складу Малодівицької селищної громади.

## Історія
До 2016 року село носило назву Воровського.